# ماناندریانا
ماناندریانا (به لاتین: Manandriana) یک منطقهٔ مسکونی در ماداگاسکار است که در آنالامانگا واقع شده‌است. ماناندریانا ۶٬۵۰۶ نفر جمعیت دارد و ۱٬۳۴۰ متر بالاتر از سطح دریا واقع شده‌است.